# St.-Stephani-Kirche (Räbke)

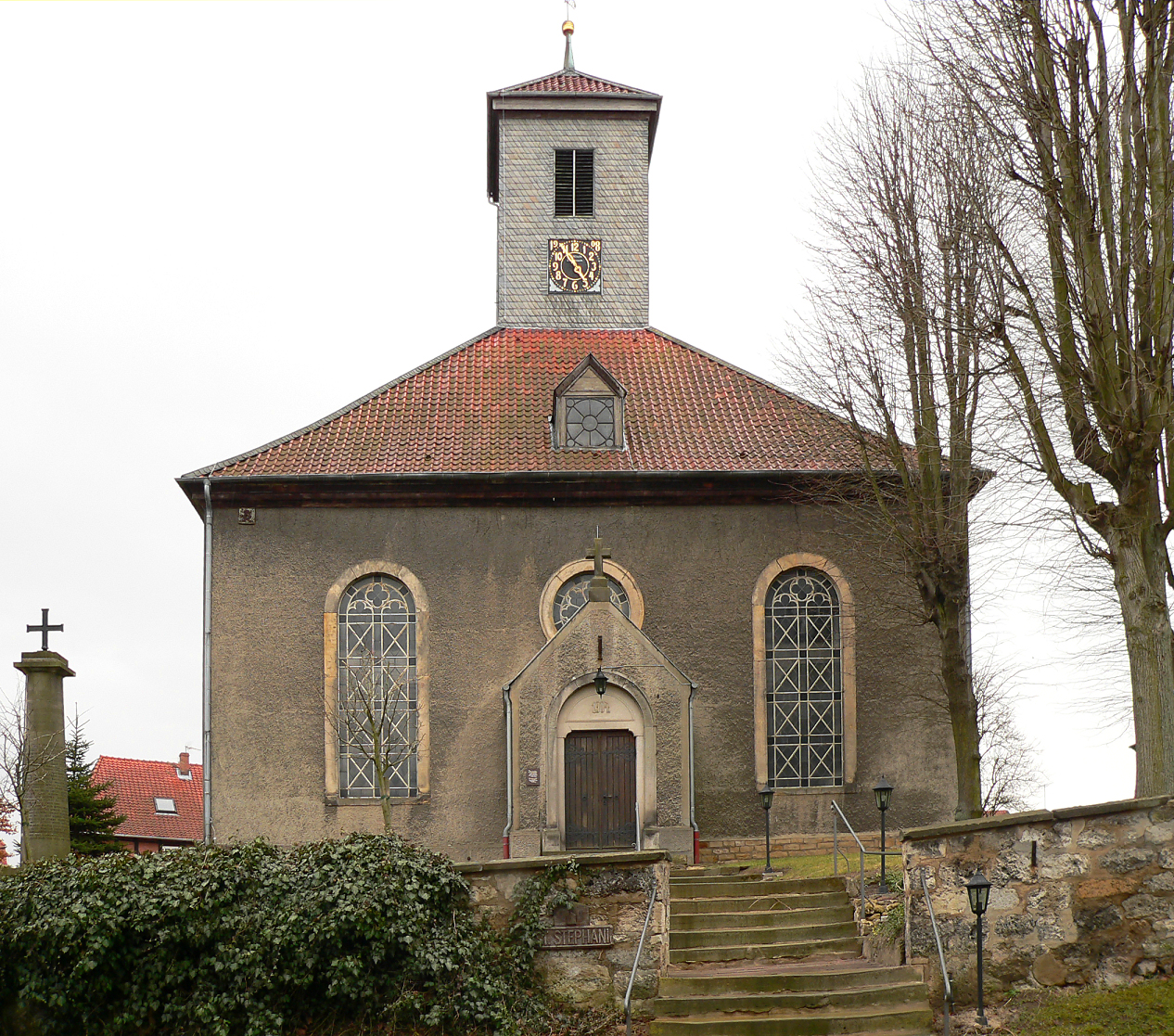
Sankt-Stephani-Kirche Räbke, 2006

Die Sankt-Stephani-Kirche befindet sich in der niedersächsischen Gemeinde Räbke im Landkreis Helmstedt. Sie wurde 1801 erbaut und ist ein Nachfolgebau einer Kirche an gleicher Stelle. Die heutige Kirchengemeinde gehört zum Pfarrverband Lelm – Räbke – Warberg innerhalb der Evangelisch-lutherischen Landeskirche in Braunschweig.

## Beschreibung

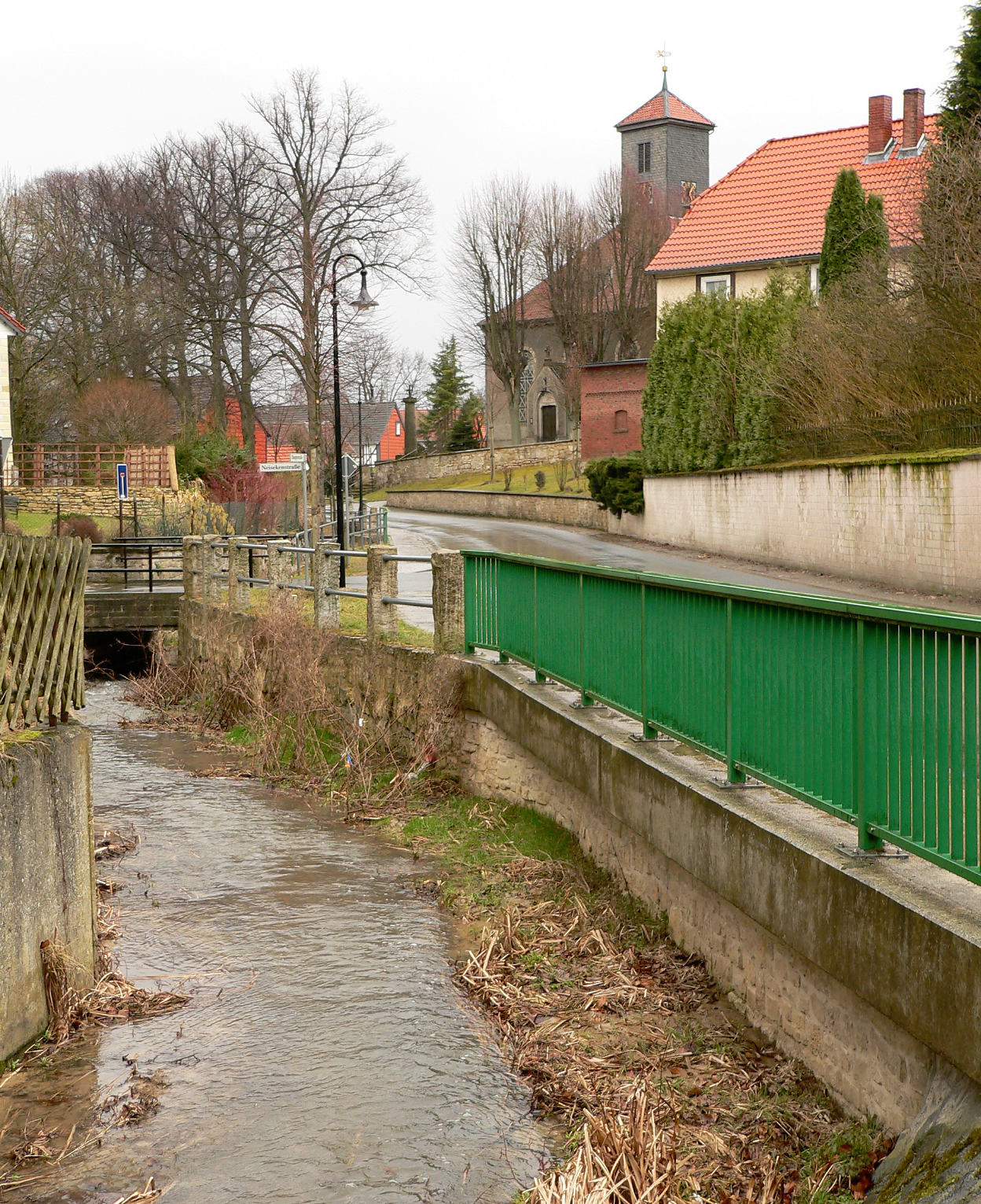
Die Schunter unterhalb der Kirche

Das quadratische Gotteshaus mit Walmdach steht auf einem kleinen Hügel nahe der Schunter. Wegen seiner Form wird es im Volksmund auch als Kaffeemühle bezeichnet. Das Kirchengrundstück ist an der Nord- und Ostseite durch eine Mauer eingefriedet, die bereits im 17. Jahrhundert bestanden hat. Die von der Hauptstraße zum Kircheneingang hochführende Steintreppe wurde 1736 erstmals erwähnt, dürfte aber älter sein.
Die Kirchenglocke stammt aus dem Jahr 1431. Eine zweite Glocke entstand 1840, wurde aber 1917 während des Ersten Weltkriegs für Heereszwecke abgeliefert. Dafür kam 1920 als Ersatz eine eiserne Glocke. Die alte Kirchenglocke von 1431 wurde im Jahr 1942 während des Zweiten Weltkriegs abgegeben. Nach dem Krieg wurde festgestellt, dass sie sich im nahe gelegenen Dom zu Königslutter befand. 1949 kehrte die Glocke nach Räbke zurück. Die Turmuhr der Firma J. F. Weule aus Bockenem stammt aus dem Jahr 1908.

## Geschichte

### Vorgängerbauten

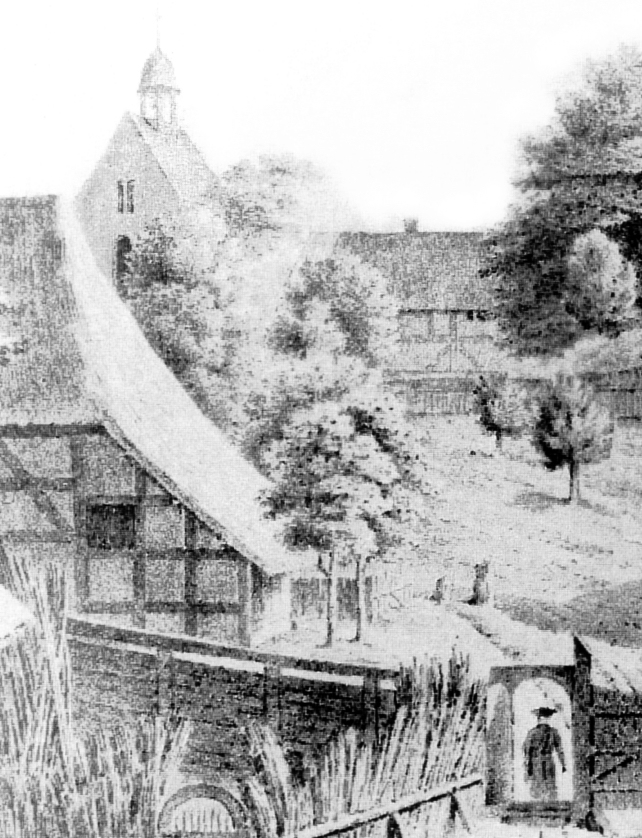
Die Vorgängerkirche um 1790

Im Jahr 835 wird in einem nicht belegbaren, möglicherweise verschollenen Dokument eine kleine Taufkapelle in Räbke erwähnt, die dem heiligen Stephanus als dem Schutzpatron von Halberstadt geweiht war. Die Errichtung der Kapelle soll darauf beruhen, dass der Halberstädter Bischof um das Jahr 800 auf dem Lande Stützpunkte zur Christianisierung gegründet hatte. An die Stelle der Kapelle trat im Laufe der Zeit eine Dorfkirche. Die Pfarrstelle der Kirche war bis 1568 ein Lehen der Liebfrauenkirche in Halberstadt. Über die Kirche bestehen außer einer Abbildung auf einer Dorfansicht gegen Ende des 18. Jahrhunderts keine weiteren Ansichten. Im Kirchenbuch von 1753 wird der Aufbau der Kirche beschrieben. Demnach bestand sie aus einem Kirchenschiff in Ost-West-Richtung mit einem Kirchturm im Westen. Das Schiff war mit Ziegel gedeckt und der Turm mit Schiefer. 1671 wird an der Nordseite des Kirchturms eine Turmuhr erwähnt. Während die Stundenglocke im Dachreiter hing, befanden sich zwei weitere Glocken im Kirchturm. Im Inneren bot das Kirchenschiff Platz für 200 Personen. Eine Orgel wird 1671 erstmals erwähnt. Im Dreißigjährigen Krieg erlitt die Kirche durch das zerstörte Dach großen Schaden. Gegen Ende des 17. Jahrhunderts zeigte sich das Kirchengebäude stärker baufällig, so dass der Turm 1702 für 400 Gulden erneuert wurde. Nach einem Blitzeinschlag in den Kirchturm im Jahr 1790, der erheblichen Schaden angerichtet hatte, wurde die Notwendigkeit eines Neubaus gesehen. Trotz der Baufälligkeit wurde die Kirche über Jahre weiterhin benutzt. Eine Teilnahme am Gottesdienst im benachbarten Warberg lehnten der Räbker Pastor und die Gemeinde wegen des weiten Weges ab. 1797 wurden auf Anweisung einer Kirchenvisitation die Kirchenbänke entfernt, so dass die Kirche im weniger baufälligen Bereich nur noch für Beichte und Abendmahl genutzt wurde.

### Heutige Kirche

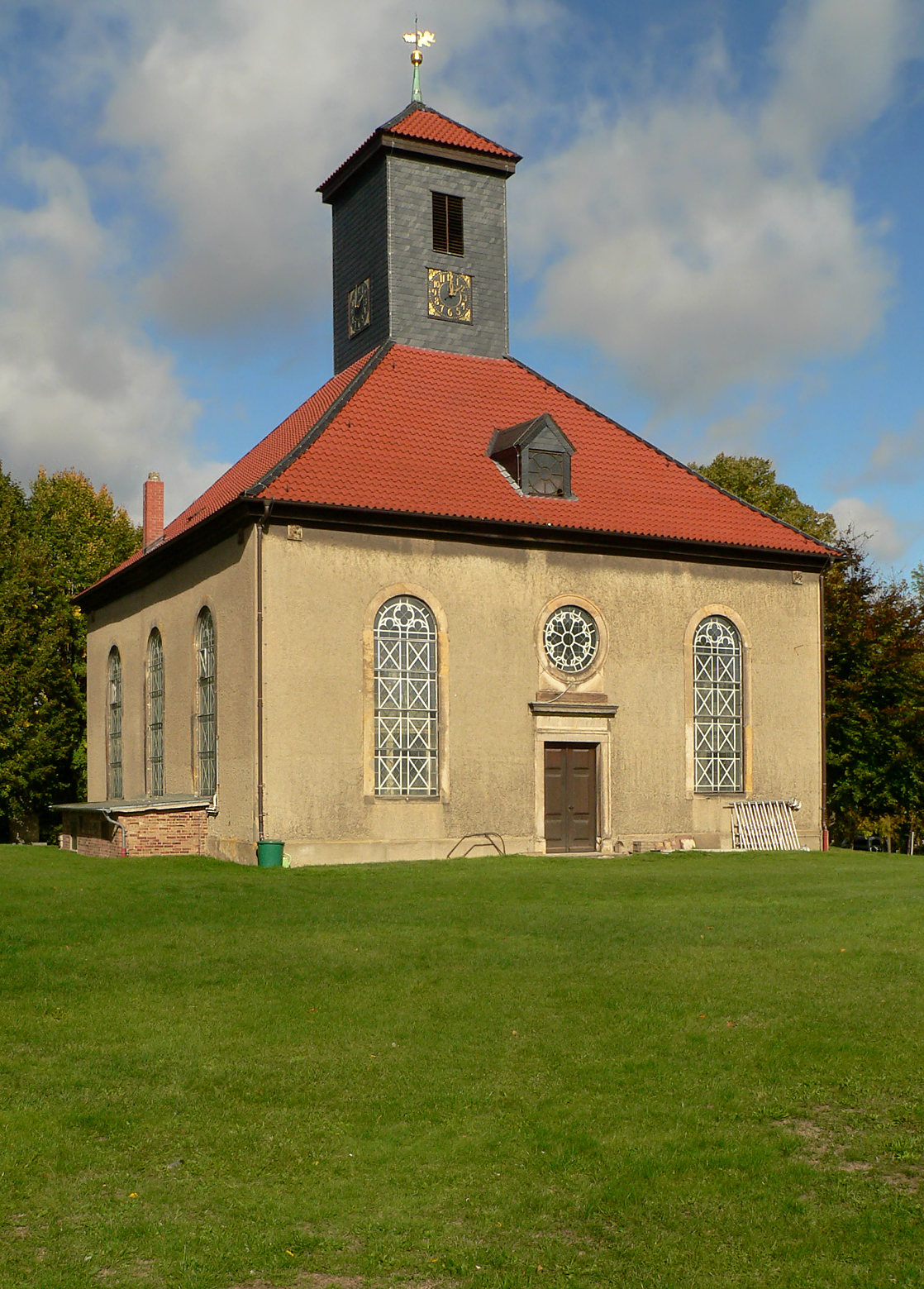
Rückseite der Kirche mit dem früheren Kirchhof

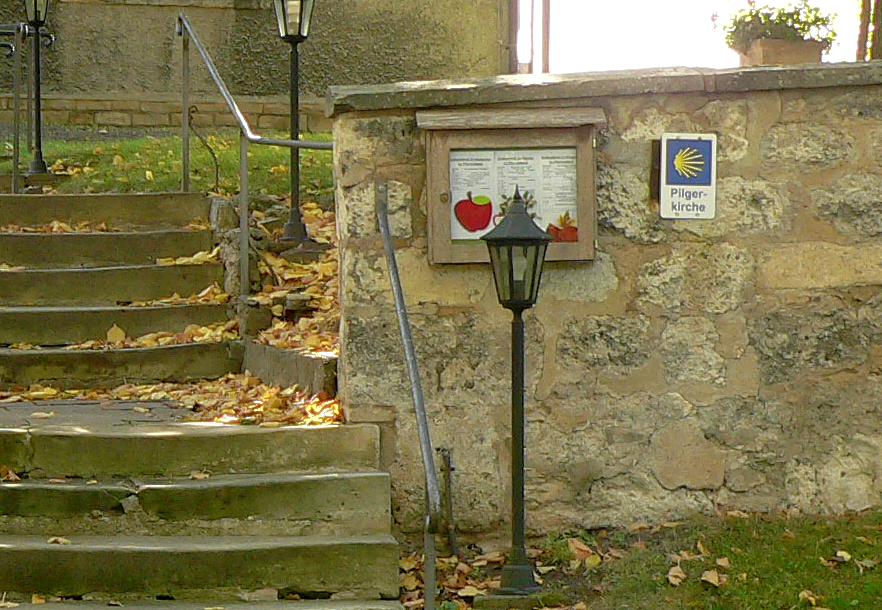
Pilgerzeichen des Jakobswegs an der Umfassungsmauer der Kirche

Die ab 1790 aufgekommenen Pläne zum Neubau der baufällig gewordenen Kirche zogen sich hin, da zwischen der Räbker Gemeinde und dem Braunschweiger Herzog keine Einigkeit über die Art der Ausführung erzielt werden konnte. Die Räbker wollten den Turm erhalten und nur das Kirchenschiff neu errichten, während der Herzog ein quadratisches Kirchenschiff mit einem mittigen Kirchturm verlangte.  
1799 erfolgte die Grundsteinlegung für den Neubau der Kirche, der nach den Vorstellungen des Braunschweiger Herzogs erfolgte. Die Kirche wurde am ersten Advent im Jahr 1801 geweiht. Die Baukosten beliefen sich auf 4199 Taler, die größtenteils der Herzog trug. Einen kleineren Teil übernahmen die Gemeinde und die Kirche. Vorteilhaft wirkte sich aus, dass das Steinmaterial nahe Räbke gebrochen wurde und ein Steinbruch bei Warberg zum Kalkbrennen genutzt werden konnte. Die Orgel fertigte der Braunschweiger Orgelbauer Hülsmann an.
Seit 2013 ist die Kirche eine Station des Braunschweiger Jakobswegs zwischen Magdeburg und Corvey, einem der Wege der Jakobspilger, dessen Route entlang dem Hellweg führt. Seit 2016 ist die Kirche für Pilger täglich geöffnet.